# Adiža
Adiža (tal. Adige, venecijanski dijalekt: Àdexe; Trentin: Ades; furlanski dijalekt: Adis; njem. Etsch; retoromanski: Adesc, ili Adiç; lat. Athesis) je rijeka u Italiji. Sa svojih 410 km druga je rijeka po dužini u Italiji. Izvire u Alpama, u području regije Trentino-Južni Tirol, u blizini tromeđe Italije, Švicarske i Austrije, a ulijeva se u Jadransko more.

## Vanjske poveznice
|  | Zajednički poslužitelj ima još gradiva o temi Adiža |